# Issa El-Saieh
Issa  el Saieh ( Petit Goave, Haití, 22 de febrero de 1919 ; † 2 de febrero de 2005 ) fue un músico y director de orquesta  de Haití.

## Biografía
Nació en Petit Goave el 22 de febrero de 1919, en el seno de una familia de inmigrantes palestinos convirtiéndose en ciudadano haitiano a los veintiún años de edad.  Desarrolló una actividad comercial como marchante de arte en la capital haitiana a partir de 1954.
Su banda se hizo popular en Puerto Príncipe en los años cuarenta y cincuenta. Su música  refleja una mezcla de elementos de la música cubana y armonías de jazz sin perder su esencia criolla. En ella participaron músicos como Ti Ro Ro y el cantante Guy Durosier.
En el año 1957 grabó en La Habana una selección de sus temas.  Las notas de ese disco fueron escritas por Bebo Valdés.
Issa fue uno de los cinco músicos haitianos homenajeados en el Lincoln Center el 27 de junio de 1998.